# 小行星4536
小行星4536（4536 Drewpinsky）是一颗绕太阳运转的小行星，为主小行星带小行星。该小行星于1987年2月22日发现。

## 轨道参数
小行星4536的轨道半长轴为2.1953884 UA，离心率为0.084。